# Historien om en moder (film fra 1977)
 For alternative betydninger, se Historien om en moder (flertydig). (Se også artikler, som begynder med Historien om en moder (flertydig))
Historien om en moder er en dansk dukkefilm fra 1977 instrueret af Jørgen Vestergaard efter eget manuskript, der er baseret på H.C. Andersens eventyr af samme navn.

## Handling
Der sad en moder hos sit lille barn, hun var så bedrøvet, så bange for at det skulle dø ... Historien er H.C. Andersens, men dukkefilmen foregår i vor tid i en forstad af beton. Et dystert eventyr om menneskelig fortvivlelse og endelig accept af Guds vilje.
Historien er H.C. Andersens, men tiden er i dag. Handlingen foregår i Ballerup eller Brabrand. Et klassisk eventyr om menneskelig fortvivlelse fortalt i en ny form.